# Fredenbeck
Fredenbeck település Németországban, azon belül Alsó-Szászország tartományban. Lakosainak száma 6585 fő (2023. december 31.). Fredenbeck Düdenbüttel, Stade és Heinbockel községekkel határos.

## Népesség
A település népességének változása:
| Lakosok száma | 6041 | 6018 | 5989 | 6335 | 6525 | 6585 |
|               | 2016 | 2017 | 2019 | 2021 | 2022 | 2023 |